# Miroslav Oražem
Miroslav Oražem, slovenski arhitekt, oblikovalec, kipar, * 13. marec 1900, Ljubljana, † 23. julij 1975, Ljubljana.

## Življenje in delo
Diplomiral je leta 1927 na arhitekturnem oddelku Tehniške fakultete v Ljubljani pri Jožetu Plečniku. Leta 1929-30 se je izpolnjeval pri Le Corbusieru v Parizu. Bil je član Kluba mladih. Znan je po adaptaciji hiše filozofa Mirka Hribarja v Stan in domu.